# Mansigné
Mansigné est une commune française, située dans le département de la Sarthe en région Pays de la Loire, peuplée de 1 550 habitants.
Ses habitants sont appelés les Mansignéens.
La commune fait partie de la province historique du Maine, et se situe dans le Haut-Maine (Maine blanc).

## Géographie

### Situation
Mansigné est une commune de la vallée du Loir, située à 35 km au sud du Mans et 20 km au nord-est de La Flèche.

### Communes limitrophes
| Oizé                   | Requeil  |             |
| Saint-Jean-de-la-Motte | Mansigné | Pontvallain |
| Luché-Pringé           |          | Coulongé    |

### Hydrographie
Elle est traversée par la rivière le Casseau, affluent de la rivière l'Aune. 

### Climat
Pour des articles plus généraux, voir Climat des Pays de la Loire et Climat de la Sarthe.
En 2010, le climat de la commune est de type climat océanique dégradé des plaines du Centre et du Nord, selon une étude du CNRS s'appuyant sur une série de données couvrant la période 1971-2000. En 2020, Météo-France publie une typologie des climats de la France métropolitaine dans laquelle la commune est exposée à un climat océanique et est dans la région climatique  Moyenne vallée de la Loire, caractérisée par une bonne insolation (1 850 h/an) et un été peu pluvieux. 
Pour la période 1971-2000, la température annuelle moyenne est de 11,3 °C, avec une amplitude thermique annuelle de 14,6 °C. Le cumul annuel moyen de précipitations est de 692 mm, avec 11,4 jours de précipitations en janvier et 6,7 jours en juillet. Pour la période 1991-2020, la température moyenne annuelle observée sur la station météorologique de Météo-France la plus proche, sur la commune de Luché-Pringé à 7 km à vol d'oiseau, est de 12,4 °C et le cumul annuel moyen de précipitations est de 658,2 mm,. Pour l'avenir, les paramètres climatiques de la commune estimés pour 2050 selon différents scénarios d'émission de gaz à effet de serre sont consultables sur un site dédié publié par Météo-France en novembre 2022.

## Urbanisme

### Typologie
Au 1er janvier 2024, Mansigné est catégorisée commune rurale à habitat très dispersé, selon la nouvelle grille communale de densité à sept niveaux définie par l'Insee en 2022.
Elle est située hors unité urbaine et hors attraction des villes,.

### Occupation des sols
L'occupation des sols de la commune, telle qu'elle ressort de la base de données européenne d’occupation biophysique des sols Corine Land Cover (CLC), est marquée par l'importance des territoires agricoles (83,6 % en 2018), une proportion sensiblement équivalente à celle de 1990 (83,7 %). La répartition détaillée en 2018 est la suivante : 
terres arables (56,8 %), prairies (22,7 %), forêts (12,9 %), zones agricoles hétérogènes (4 %), zones urbanisées (2,7 %), eaux continentales (0,8 %). L'évolution de l’occupation des sols de la commune et de ses infrastructures peut être observée sur les différentes représentations cartographiques du territoire : la carte de Cassini (XVIIIe siècle), la carte d'état-major (1820-1866) et les cartes ou photos aériennes de l'IGN pour la période actuelle (1950 à aujourd'hui).

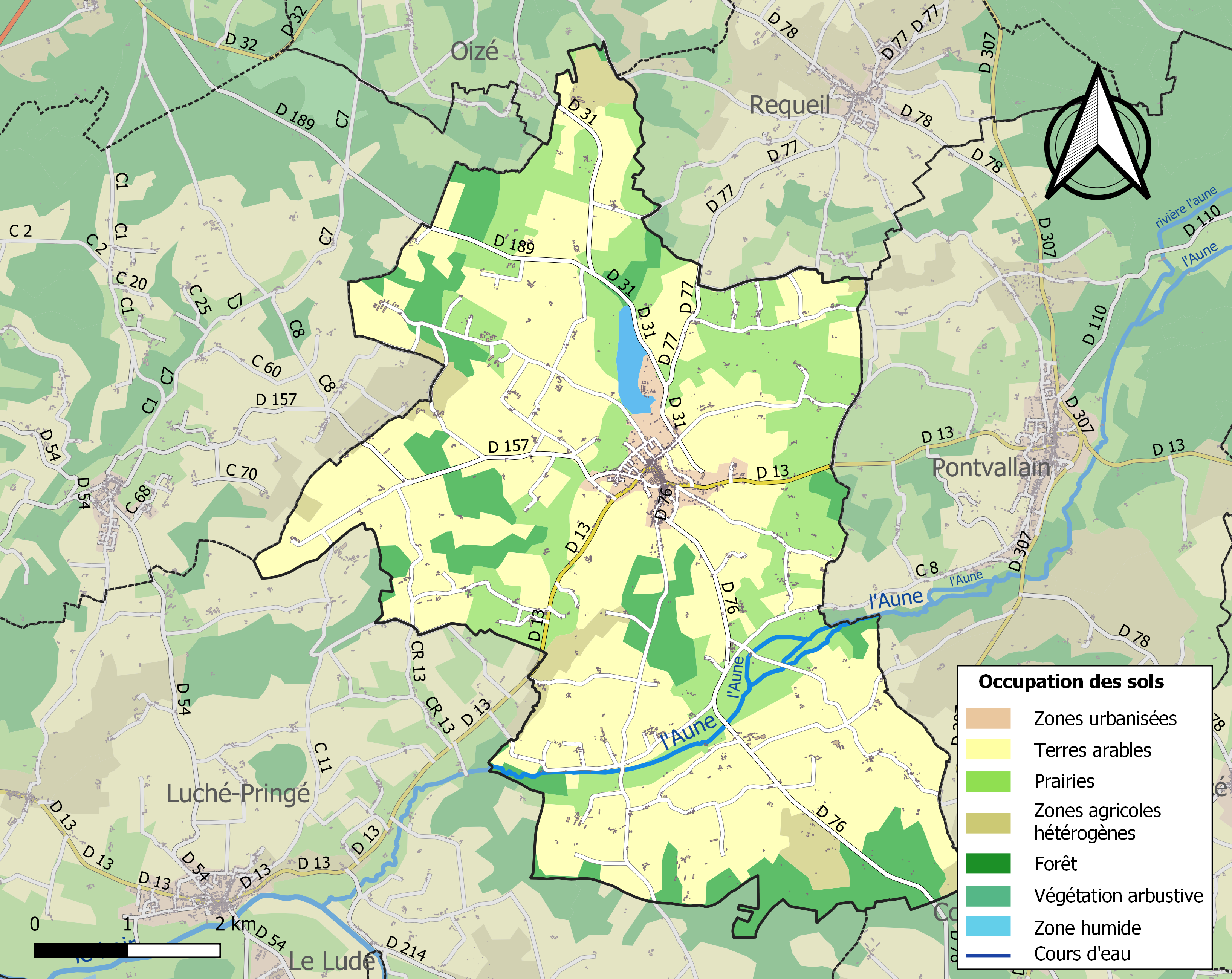
Carte des infrastructures et de l'occupation des sols de la commune en 2018 (CLC).

## Histoire
Au Moyen Âge, Baudouin de Champagne, baron de La Suze, était le seigneur de Brouassin, près de Mansigné.

## Politique et administration

### Liste des maires
| Période                                  | Période           | Identité          | Étiquette | Qualité |
| ---------------------------------------- | ----------------- | ----------------- | --------- | --- |
| mai 1953                                 | mars 1977         | Pierre Gasse      |           | Éleveur |
| mars 1977                                | juin 1993 (décès) | Roland Boussard   | DVD       | Conseiller général du canton de Pontvallain (1976 → 1993)                                                        |
| juillet 1993                             | juin 1995         | Thérèse Dupuy     |           | Commerçante |
| juin 1995                                | mars 2014         | Jean-Yves Boudvin |           | Exploitant agricole                                                                                              |
| mars 2014                                | En cours          | François Boussard | DVD       | Exploitant agricole Conseiller départemental du canton du Lude (2015 → ) Président de la CC Sud Sarthe (2017 → ) |
| Les données manquantes sont à compléter. |                   |                   |           | |

### Jumelages
- Le canton de Pontvallain est jumelé avec la ville de Visbek (Allemagne).

## Population et société

### Démographie
L'évolution du nombre d'habitants est connue à travers les recensements de la population effectués dans la commune depuis 1793. Pour les communes de moins de 10 000 habitants, une enquête de recensement portant sur toute la population est réalisée tous les cinq ans, les populations de référence des années intermédiaires étant quant à elles estimées par interpolation ou extrapolation. Pour la commune, le premier recensement exhaustif entrant dans le cadre du nouveau dispositif a été réalisé en 2007.
En 2022, la commune comptait 1 550 habitants, en évolution de −1,52 % par rapport à 2016 (Sarthe : −0,25 %, France hors Mayotte : +2,11 %).
| 1793  | 1800  | 1806  | 1821  | 1831  | 1836  | 1841  | 1846  | 1851  |
| ----- | ----- | ----- | ----- | ----- | ----- | ----- | ----- | ----- |
| 2 333 | 2 236 | 2 312 | 2 418 | 2 544 | 2 608 | 2 626 | 2 566 | 2 611 |

| 1856  | 1861  | 1866  | 1872  | 1876  | 1881  | 1886  | 1891  | 1896  |
| ----- | ----- | ----- | ----- | ----- | ----- | ----- | ----- | ----- |
| 2 501 | 2 462 | 2 411 | 2 244 | 2 203 | 2 134 | 2 074 | 2 061 | 2 063 |

| 1901  | 1906  | 1911  | 1921  | 1926  | 1931  | 1936  | 1946  | 1954  |
| ----- | ----- | ----- | ----- | ----- | ----- | ----- | ----- | ----- |
| 2 030 | 2 015 | 1 967 | 1 741 | 1 716 | 1 657 | 1 586 | 1 556 | 1 517 |

| 1962  | 1968  | 1975  | 1982  | 1990  | 1999  | 2006  | 2007  | 2012  |
| ----- | ----- | ----- | ----- | ----- | ----- | ----- | ----- | ----- |
| 1 407 | 1 302 | 1 292 | 1 250 | 1 255 | 1 355 | 1 517 | 1 540 | 1 591 |

| 2017  | 2022  | - | - | - | - | - | - | - |
| ----- | ----- | - | - | - | - | - | - | - |
| 1 553 | 1 550 | - | - | - | - | - | - | - |

### Manifestations
- Festival village d'arts et culture.
- Triathlon ExtrêMansigné longue-distance en juin.

## Économie
- Camping municipal 3 étoiles.

## Culture locale et patrimoine

### Lieux et monuments
- Base de loisirs de 60 hectares, avec lac de 30 hectares.
- Église Saint-Martin du XIe siècle, inscrite au titre des monuments historiques en 1926[21].
- Menhir de la Brunerie.
- Manoir de la Guyardière.
- Château de Fay (ruines), du XVe siècle, en partie démoli au XIXe siècle.

### Personnalités liées à la commune
- Raymonde Dien est née dans la commune, en 1929.

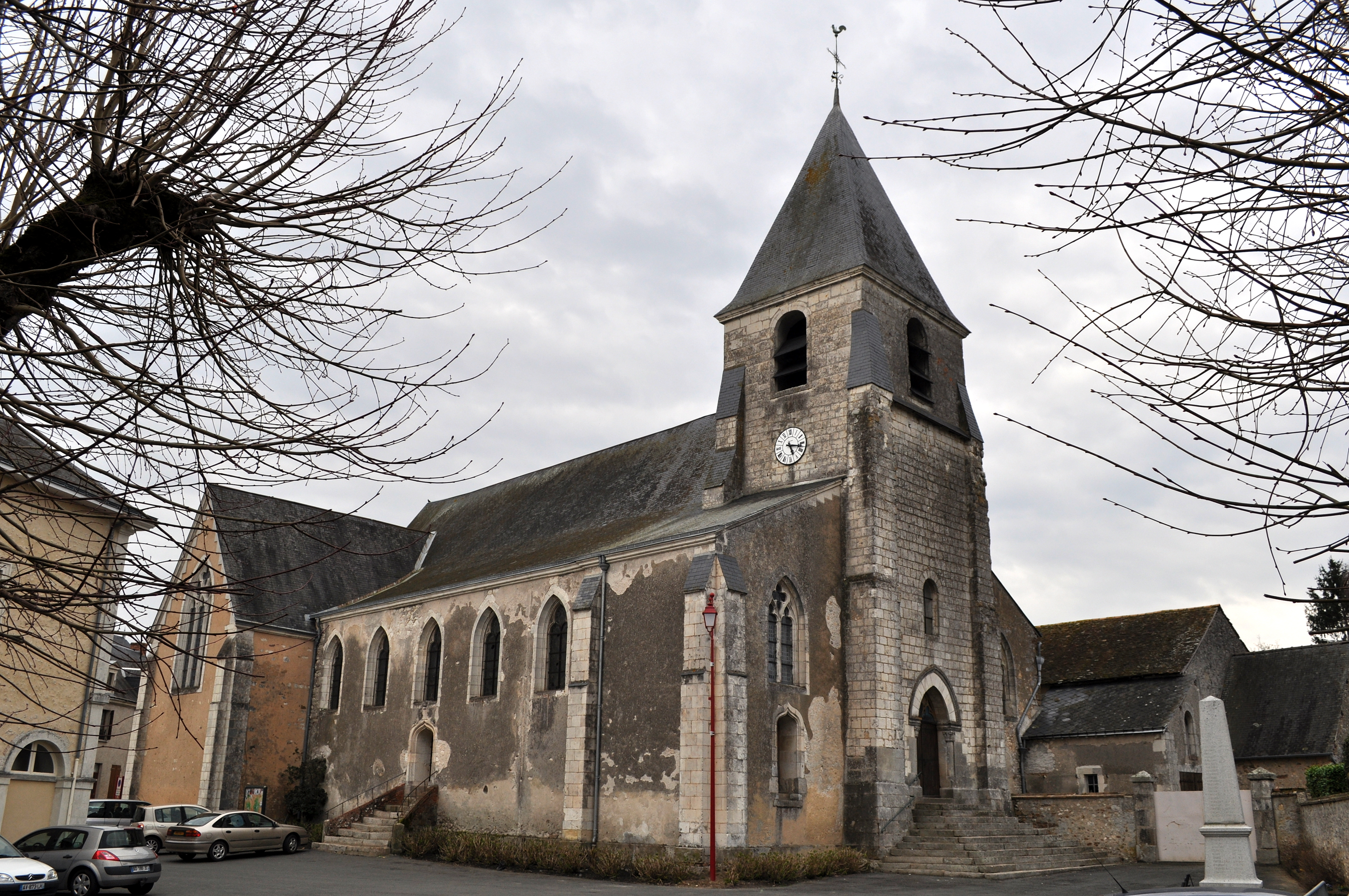
L'église Saint-Martin.
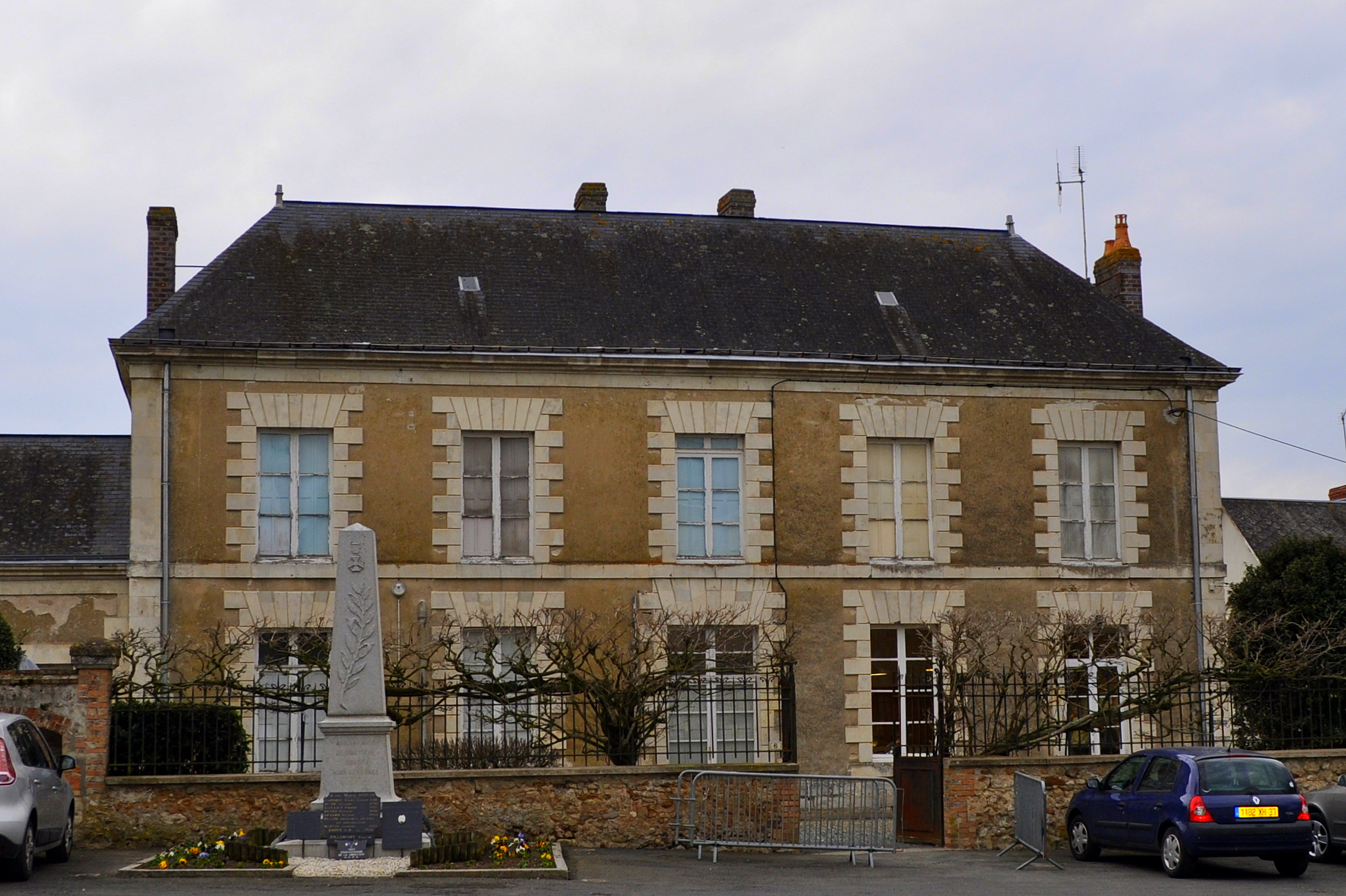
L'école.
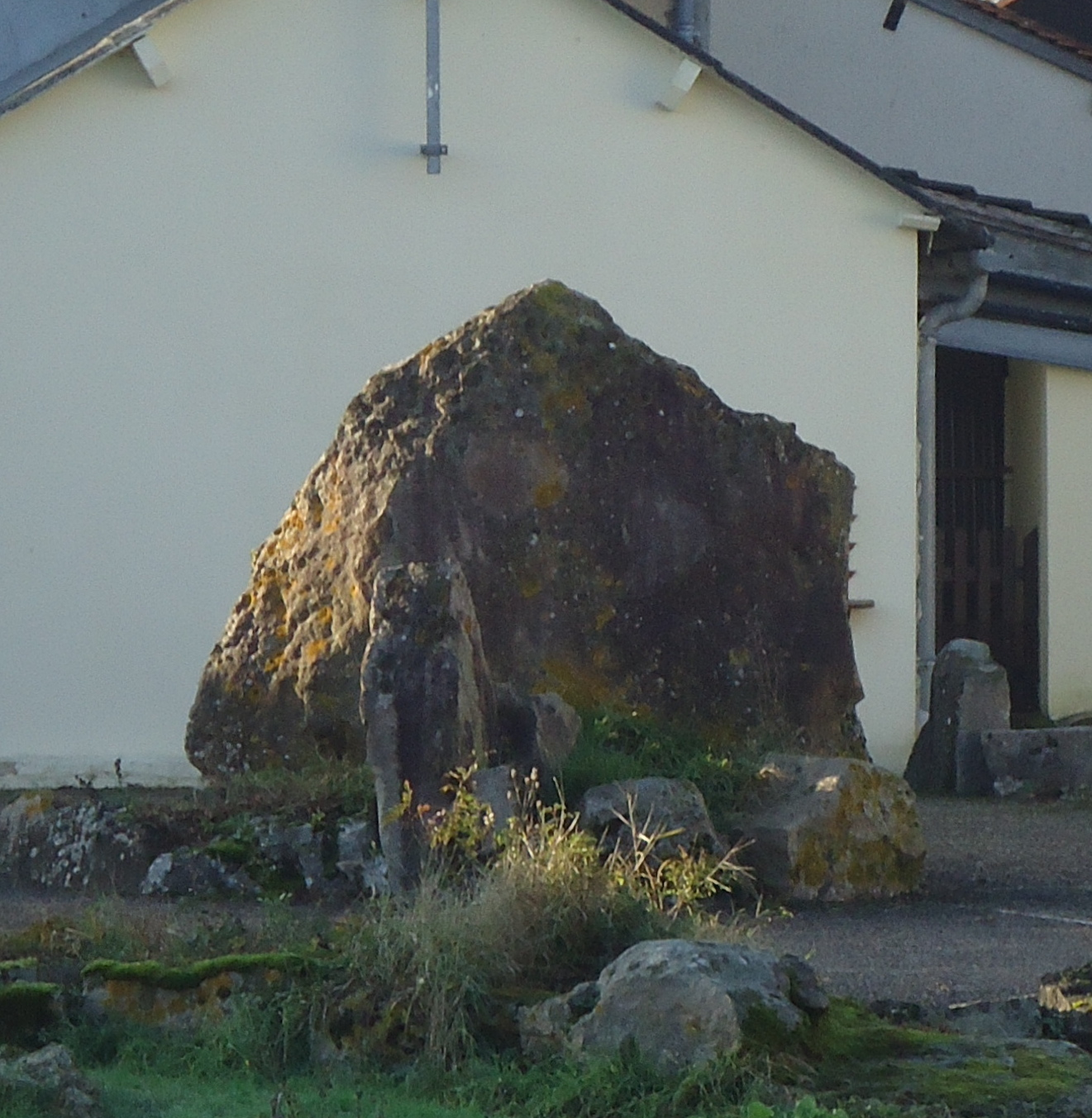
Le menhir de la Brunerie.
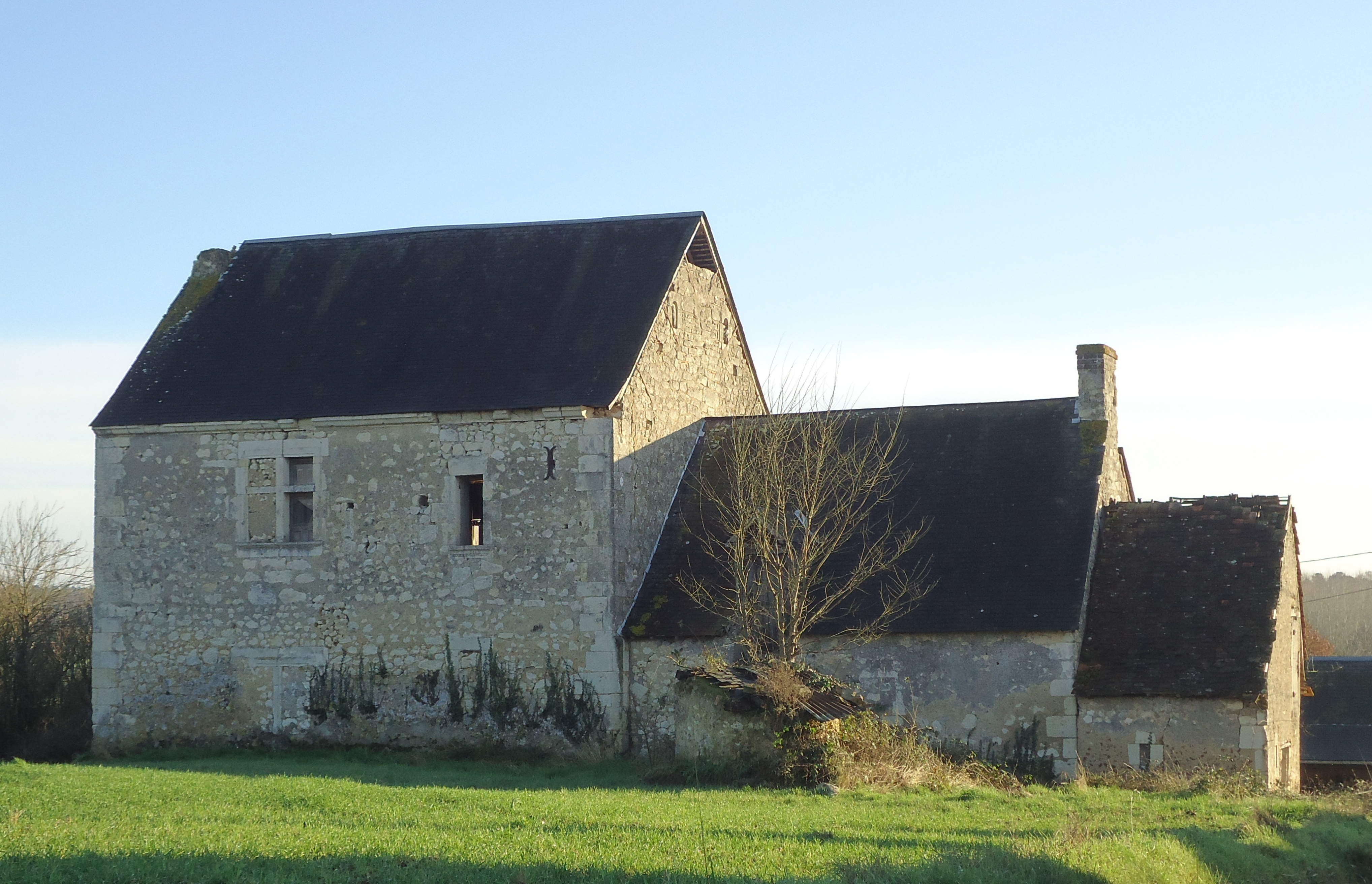
Le manoir de la Guyardière.
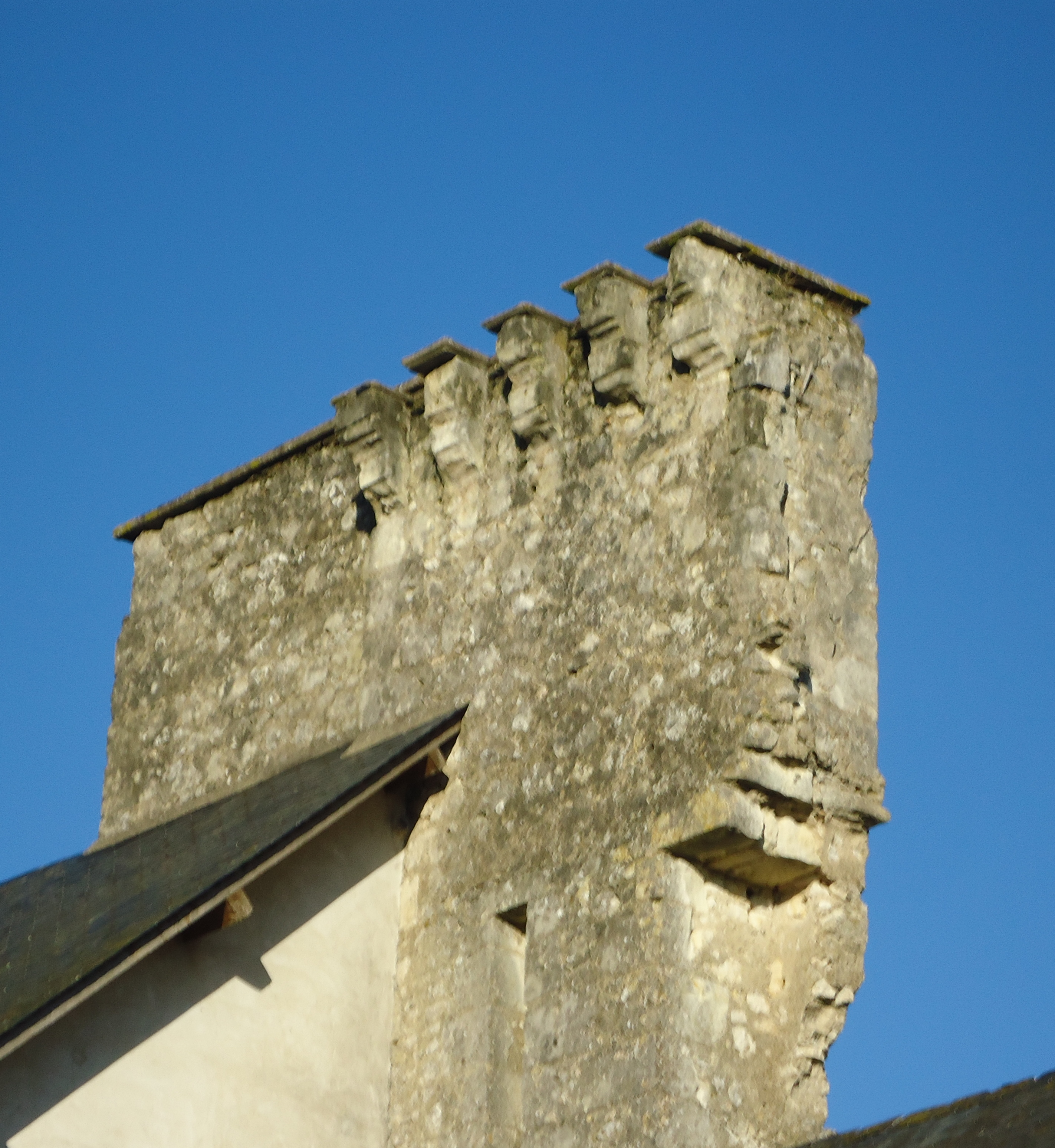
Un des vestiges du château de Fay.
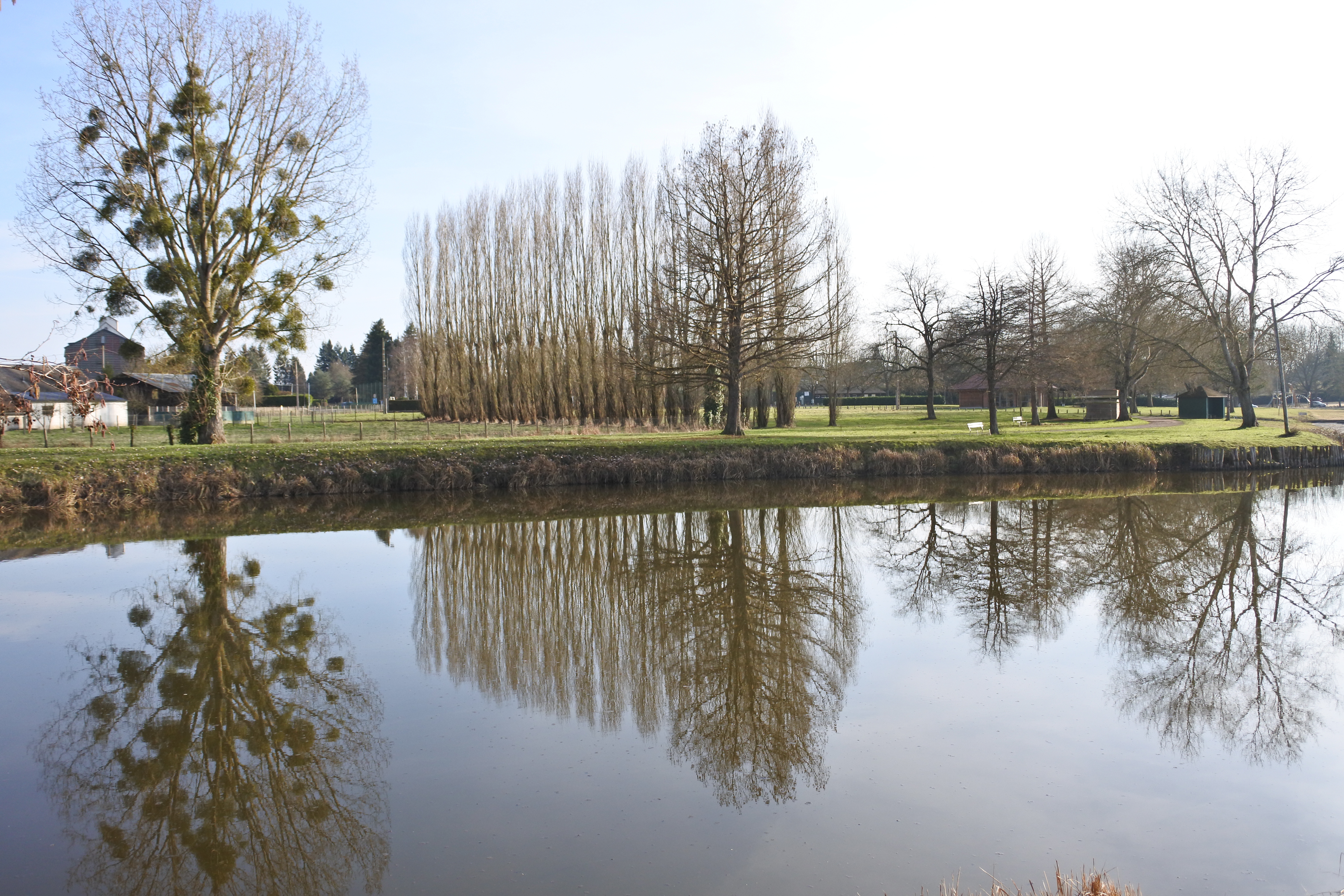
Le plan d'eau.
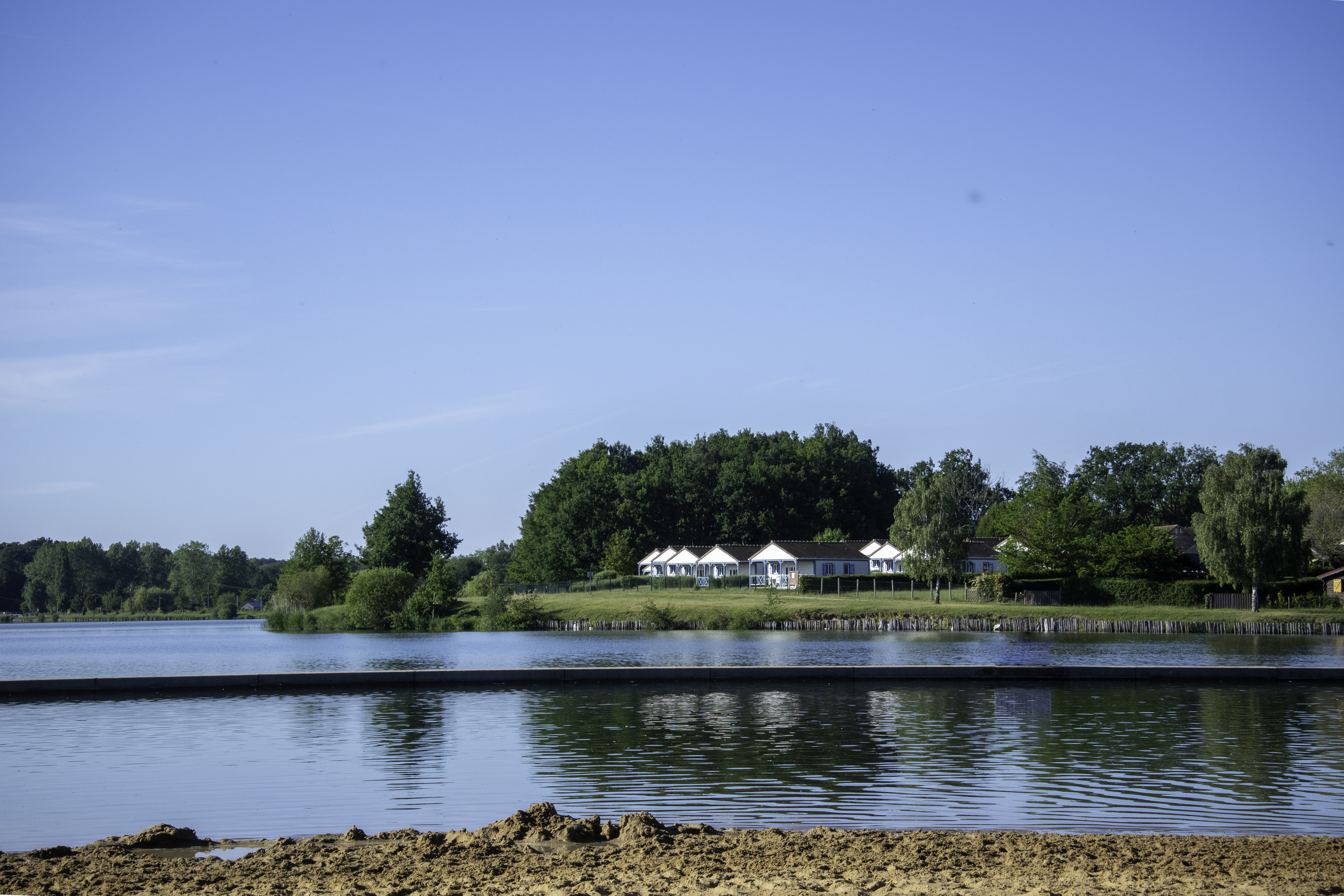
Vue sur la plage.

### Héraldique
| Armes de Mansigné | Les armoiries de Mansigné se blasonnent ainsi : De sinople au chevron abaissé d'argent accompagné, en chef à dextre d'un besant d'or et à senestre d'un cheval cabré du même, et, en pointe, d'une tour d'or, ouverte, ajourée et maçonnée de sable. |